# Злыполье
Злы́полье, ранее также Лы́полья (эст. Lõpolja)— деревня в Печорском районе Псковской области России. Входит в состав сельского поселения «Круппская волость».
Относится к нулку Тсятски исторической области Сетумаа.
Расположена на севере района, в 6 км к северо-западу от волостного центра, деревни Крупп. К востоку от деревни протекает река Пимжа (Пиуза).

## Население
Численность населения деревни по состоянию на конец 2000 года составляла 5 жителей.
| 2001 | 2002 | 2010 |
| ---- | ---- | ---- |
| 5    | ↘3   | ↘2   |